# دریالیموواران
دریالیموواران (نام علمی: Doridoidea) نام یک بالاخانواده از لیسه دریایی است.

## نگارخانه

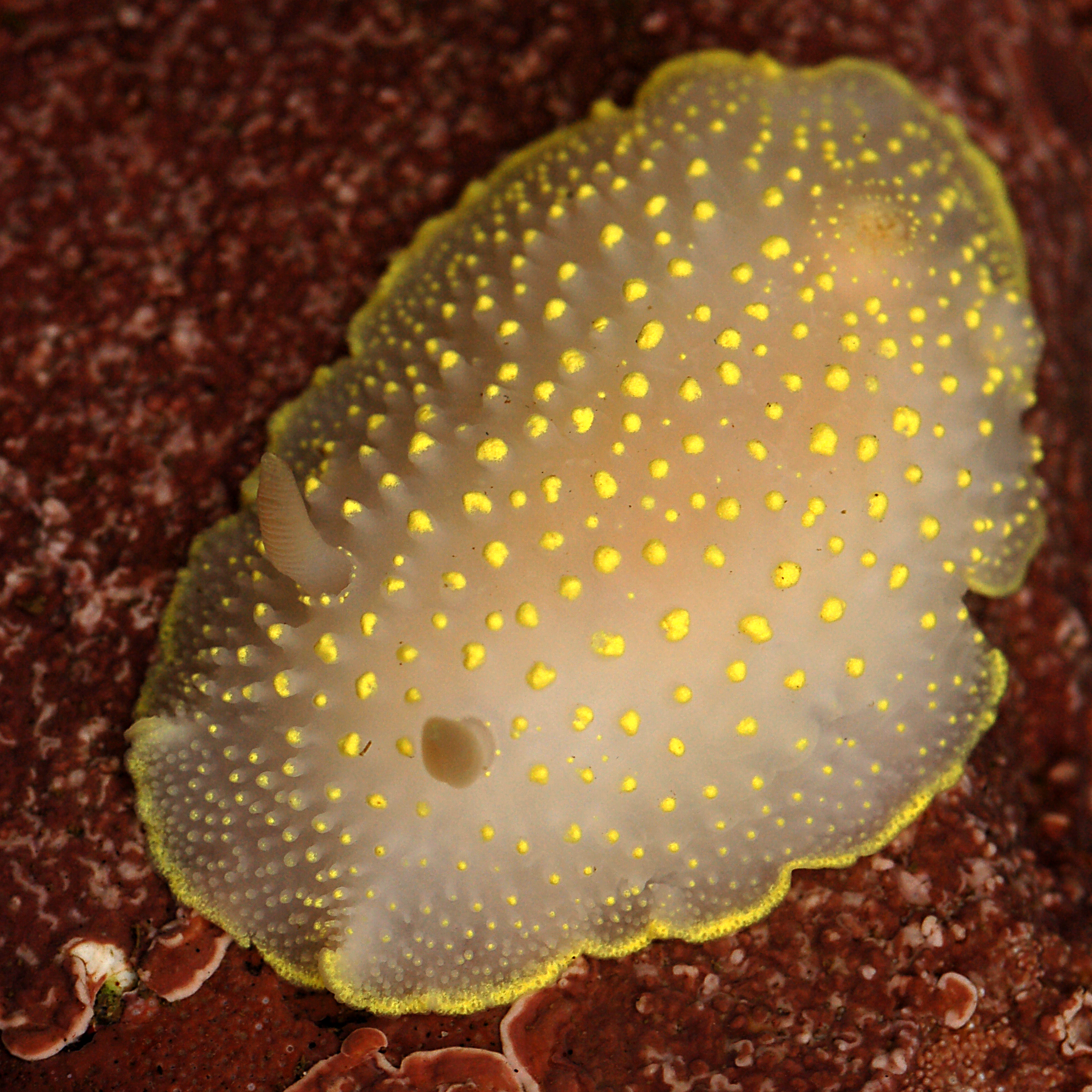
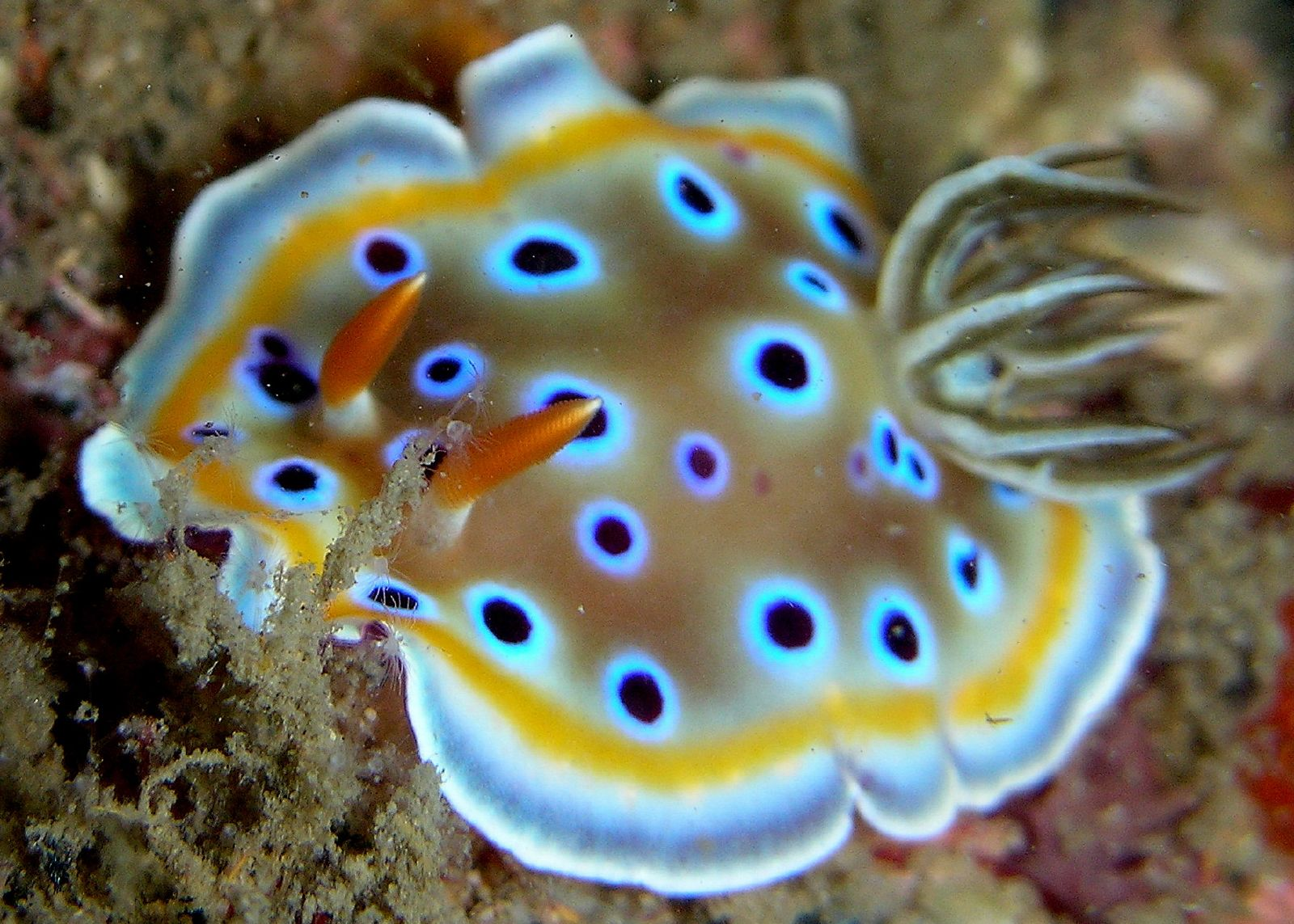
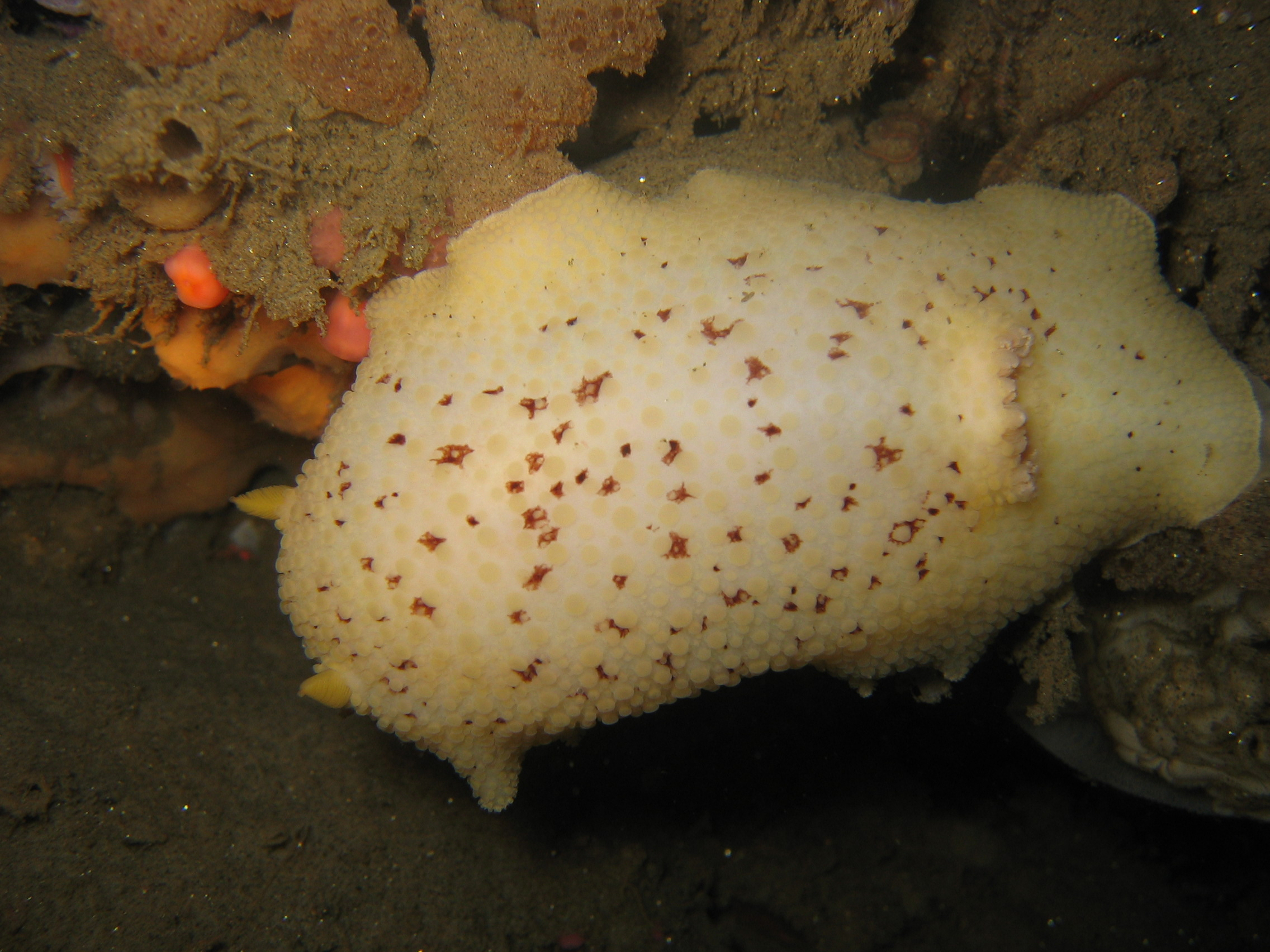
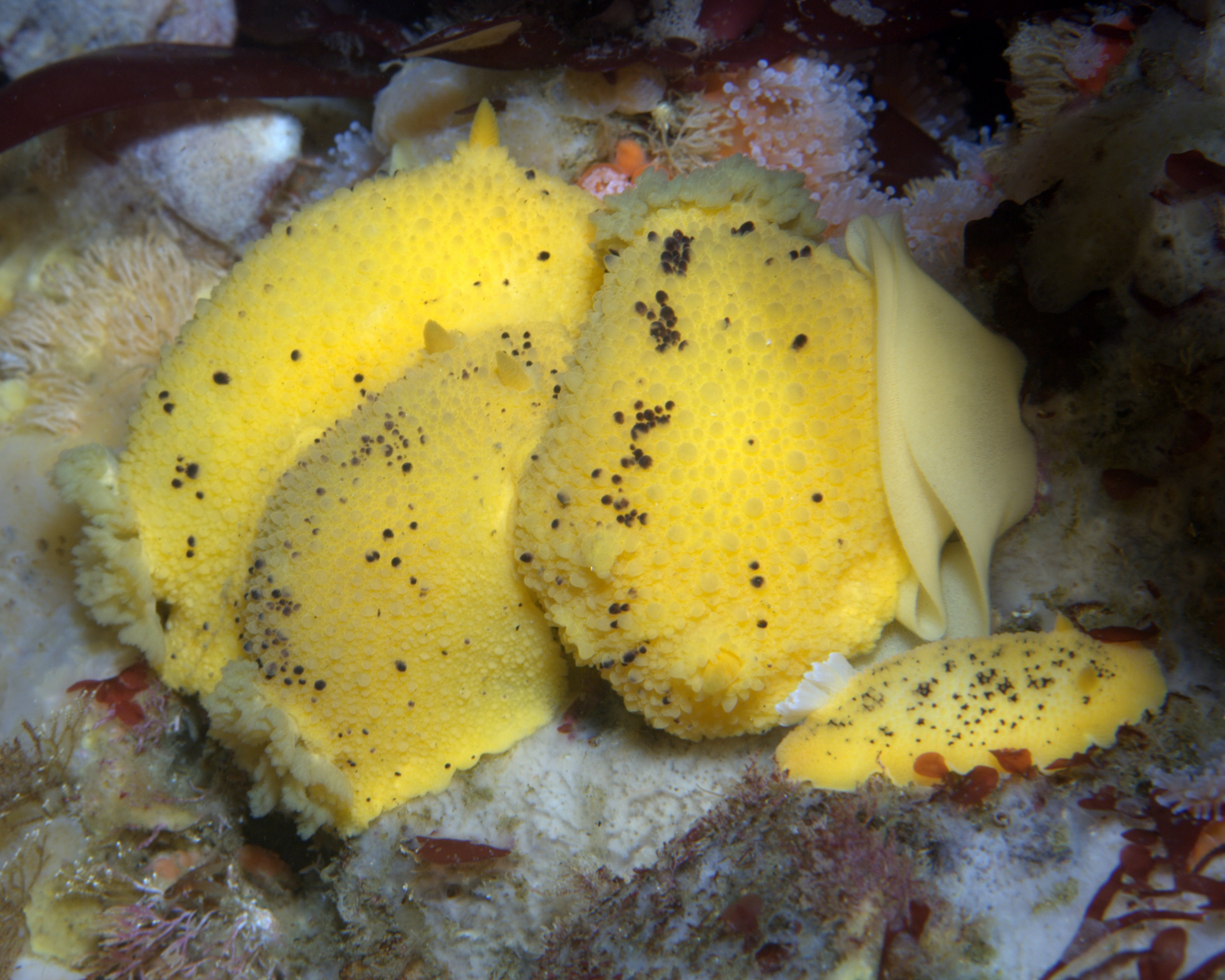